# Bond Minicar
Bond Minicar — британская трёхколёсная мотоколяска, выпускавшаяся с 1949 по 1966 год.

## История создания
Все модели Minicar берут начало от прототипа, построенного авиационным и автомобильным инженером Лоуренсом Бондом и представленного публике в начале 1948 года. Сухая масса всего в 88 кг и 125-кубовый двухтактный мотоциклетный мотор обеспечивали ему крейсерскую скорость порядка 50 км/ч и возможность в полностью гружённом состоянии взбираться на достаточно крутые холмы. В качестве основного назначения автомобиля его создателям виделась роль «моторизованной тележки для супермаркета», рассчитанной на поездки за покупками на расстояния в пределах 30…50 км.
Второй человек, стоявший за созданием автомобиля — лейтенант Чарльз Реджинальд Грей, руководитель фирмы Sharp’s Commercials, занимавшейся капитальным ремонтом военной техники. Предчувствуя резкое падение спроса на услуги такого рода в послевоенные годы, он вступил в соглашение с Бондом, предоставив ему производственные мощности для налаживания массового производства его прототипа. Впоследствии, вскоре после запуска машины в серию, Бонд вышел из дела, передав все права на конструкцию Sharp’s Commercials, однако его имя в марке автомобиля было сохранено. С 1963 года название компании было изменено на Bond Cars.
«Миникар» представлял собой трёхколёсную, переднеприводную мотоколяску, изначально с кузовом в виде алюминиевого полумонокока — конструкции, сочетавшей облегчённый каркас с работающей совместно с ним обшивкой. Впоследствии, по мере повышения цен на алюминий в послевоенные десятилетия и совершенствования конструкции кузова, в нём стали появляться и детали из стали, а с 1953 года начался переход на наружные панели из стеклопластика, использованного впервые в британском автомобилестроении.

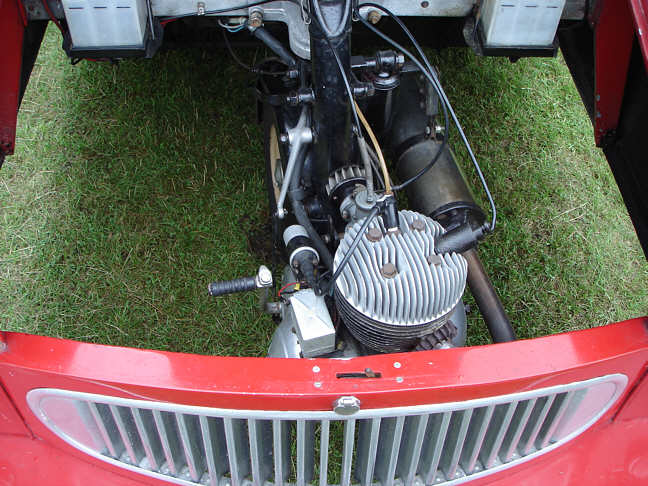
Передняя подвеска и силовой агрегат.

Сохраняя основные элементы конструкции, заложенные ещё в прототипе Бонда 1948 года, «Миникар» постепенно совершенствовался, становясь более мощным, скоростным и комфортабельным, получая более современный дизайн. Большая часть выпущенных автомобилей имела двухместный открытый кузов «турер», наряду с которым предлагались закрытые двух- и четырёхместные с различными конфигурациями посадочных мест, а также грузопассажирские универсал и фургон. Устанавливавшийся изначально 122-кубовый одноцилиндровый двигатель Villiers в декабре 1949 года уступил место 197-кубовому; в 1958 тот был заменён на 247-кубовый одноцилиндровый, а несколько позднее — на имеющий тот же объём, но уже двухцилиндровый Villiers 4T.
Все эти силовые агрегаты работали по двухтактному принципу, использовали воздушное охлаждение и не имел передачи заднего хода, что, однако, не составляло существенной проблемы благодаря уникальной конструкции автомобиля — его двигатель вместе с трансмиссией были навешены на единственное переднее колесо, которое при помощи рулевого привода могло быть повёрнуто на углы вплоть до 90°, что обеспечивало отменную маневренность — «Миникар» мог развернуться буквально на месте. На моделях поздних выпусков появился династартер с возможностью реверса, который позволял при необходимости запустить двигатель в обратном направлении для получения заднего хода. Передний привод позволил «Миникару» в основном избежать проблем с устойчивостью и управляемостью, обычно ассоциируемых с трёхколёсными автомобилями, хотя он и уступал в этом отношении полноценным четырёхколёсным машинам.
Своей популярностью «Миникар» был обязан во многом особенностям налогового законодательства послевоенной Великобритании, в которой ставка налога на покупку нового четырёхколёсного автомобиля достигала 55 % от его цены. Три колеса «Бонда» помещали его с точки зрения законодательства в категорию мотоциклов с коляской, позволяя существенно сэкономить при покупке — ставка налога составляла в его случае лишь 25 %, а также обеспечивая владельцу существенную экономию на транспортном налоге и страховке. Кроме того, для его вождения было достаточно мотоциклетных прав.
В апреле 1962 года ставка налога на приобретение автомобиля была снижена до 45 %, а в ноябре 1962 — до 25 %, что лишило трёхколёсные мотоколяски значительной части экономических преимуществ и способствовало резкому увеличению популярности также небольших и экономичных, но уже четырёхколёсных автомобилей, таких, как Mini. Производство же «Миникаров» быстро падало, и в 1966 году «Бонд» полностью свернул их выпуск. Слияние с другим производителем трёхколёсных автомобилей, фирмой Reliant, и попытки запуска в серию более совершенных конструкций, вроде Bond 875 и Bond Bug, позиционирование которых было смещено в сторону сегмента бюджетных спортивных автомобилей, не привело к оживлению интереса публики, в конечном итоге завершившись прекращением использования марки «Бонд» в 1974 году.
Общий выпуск Bond Minicar составил 24 482 экземпляра.

## Minicar, 1949—1951

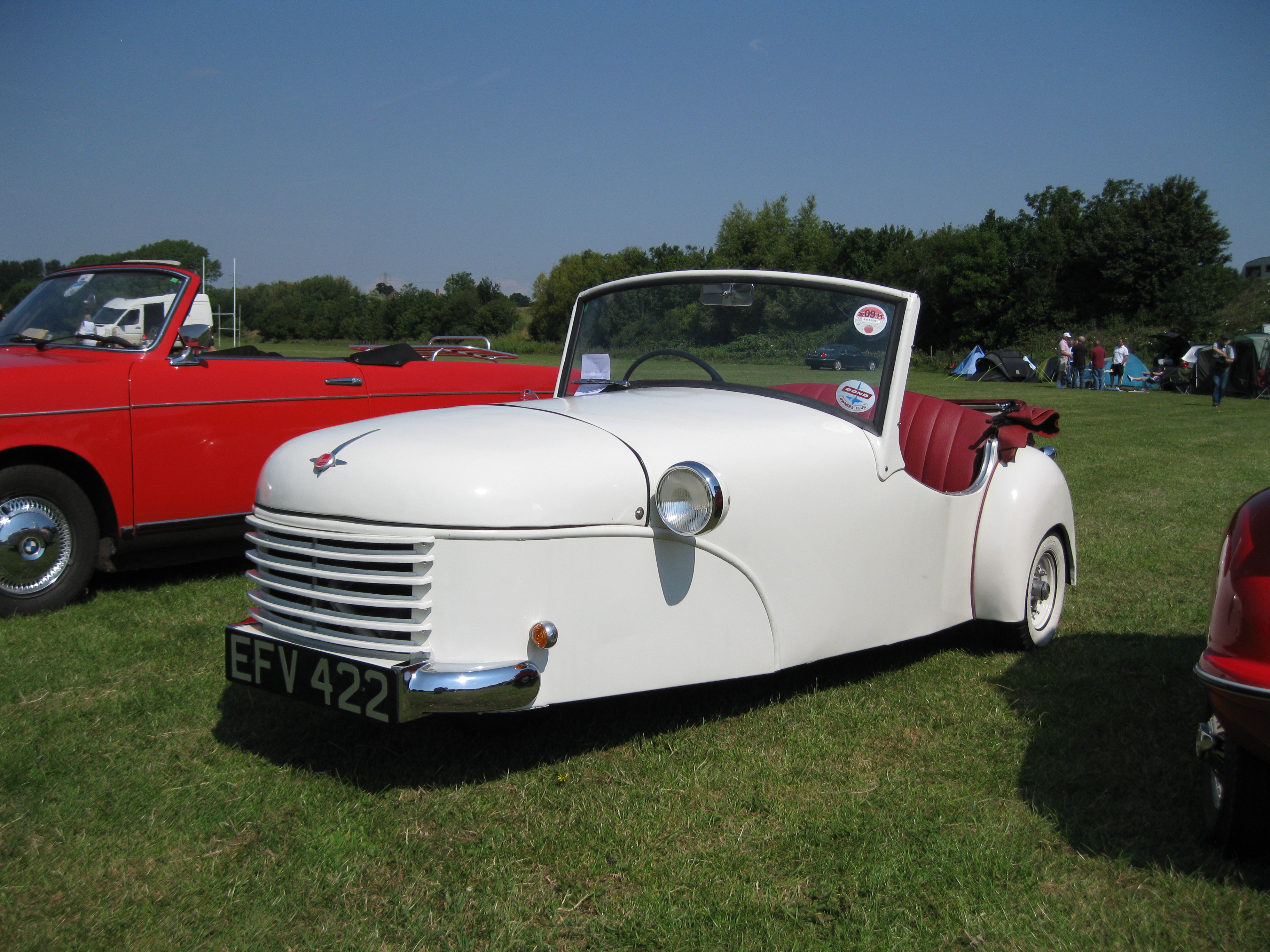
Minicar Mark A.

Самая первая модель «Миникара», после появления следующей модели получившая обозначение Mark A. Кузов-полумонокок из алюминия для обеспечения необходимой жёсткости не имел дверей, вместо которых в бортах были сделаны вырезы. Единственными кузовными панелями, имеющими двойную кривизну, были капот и задние крылья, изготавливавшиеся на штамповочном оборудовании. Лобовое стекло было выполнено из оргстекла. В непогоду водитель мог поставить тент и пристегнуть к боковинам мягкие прозрачные шторки.
Двигатель — изначально 122-кубовый Villiers 10D (5 л. с.). Подвеску на продольных рычагах имело только переднее колесо, мягкий ход задних обеспечивался упругостью пневматических шин. Рулевое управление осуществлялось при помощи тросового привода, лишь в октябре 1950 он был заменён на рулевой редуктор. Барабанные тормоза имелись только на задней оси.
На протяжении всего выпуска «Миникар» постоянно совершенствовался. С декабря 1949 года стал доступен за доплату более мощный 197-кубовый двигатель модели Villiers 6E (8 л. с.). Со временем на автомобиле появились запасное колесо, боковое зеркало заднего вида, электрический стеклоочиститель вместо механического с ручным приводом. В качестве опции стал предлагаться реверсивный механизм, представлявший собой ручной привод на одно из колёс заднего моста.

## Minicar Mark B, 1951—1952
Улучшенный вариант. Появляется задняя подвеска свечного типа, гидравлический амортизатор вместо фрикционного спереди, лобовое стекло из триплекса, расширен ассортимент электрооборудования. Появляются грузовые модификации Sharp’s Minitruck и Sharp’s Minivan.

## Minicar Mark C, 1952—1956

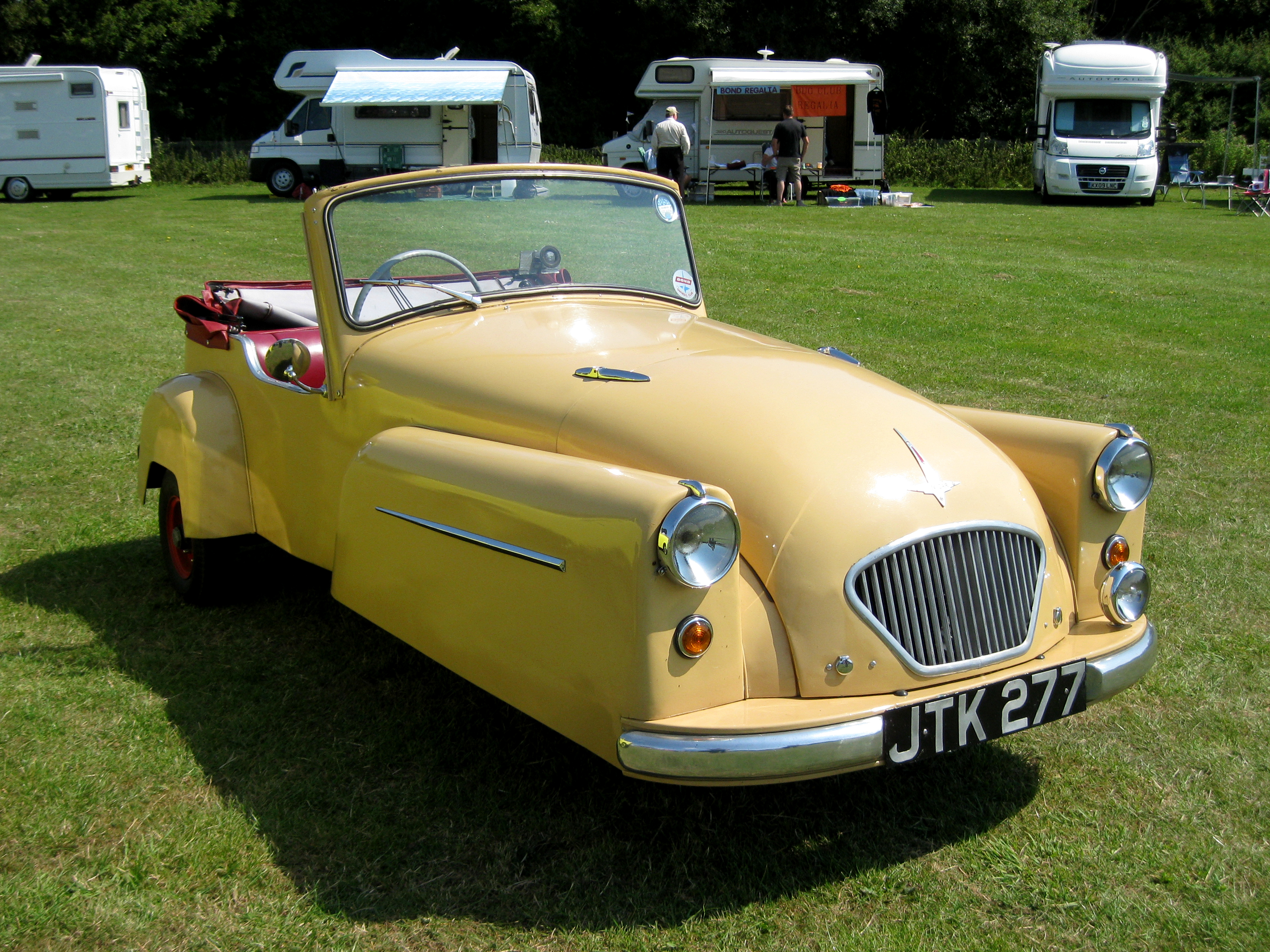
Minicar Mark C.

Более компактная задняя подвеска на резиновых блоках, новая подвеска двигателя, заменившая проблемную конструкцию, использовавшуюся на ранних моделях, левая дверь в кузове с соответствующим усилением несущей структуры, улучшенный, более обтекаемый дизайн.

## Minicar Mark D, 1956—1958
Переработанная конструкция силового агрегата, 12-вольтовая электрика, династартер с возможностью реверса. Появляются четырёхместные модификации, предлагавшиеся под обозначением Family Safety и, позднее, Family Four Saloon.

## Minicar Mark E, 1956—1958

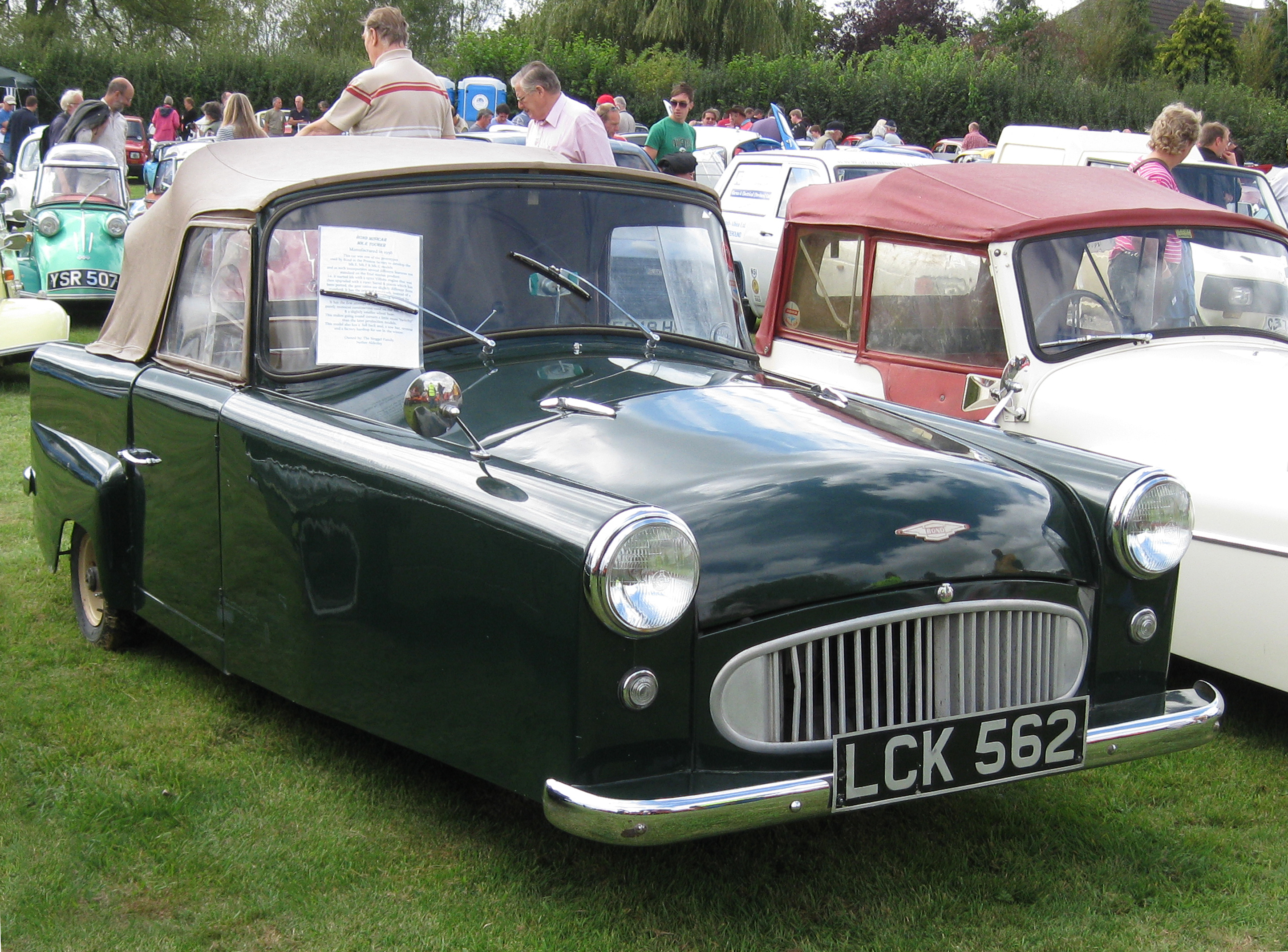
Minicar Mark E.

Полностью новый кузов с усиленным каркасом и двумя полноценными дверьми, более длинная колёсная база, 4-ступенчатая коробка передач.

## Minicar Mark F, 1958—1963
Наиболее заметное отличие — 247-кубовый двигатель (12 л.с.).

## Minicar Mark G, 1961—1966

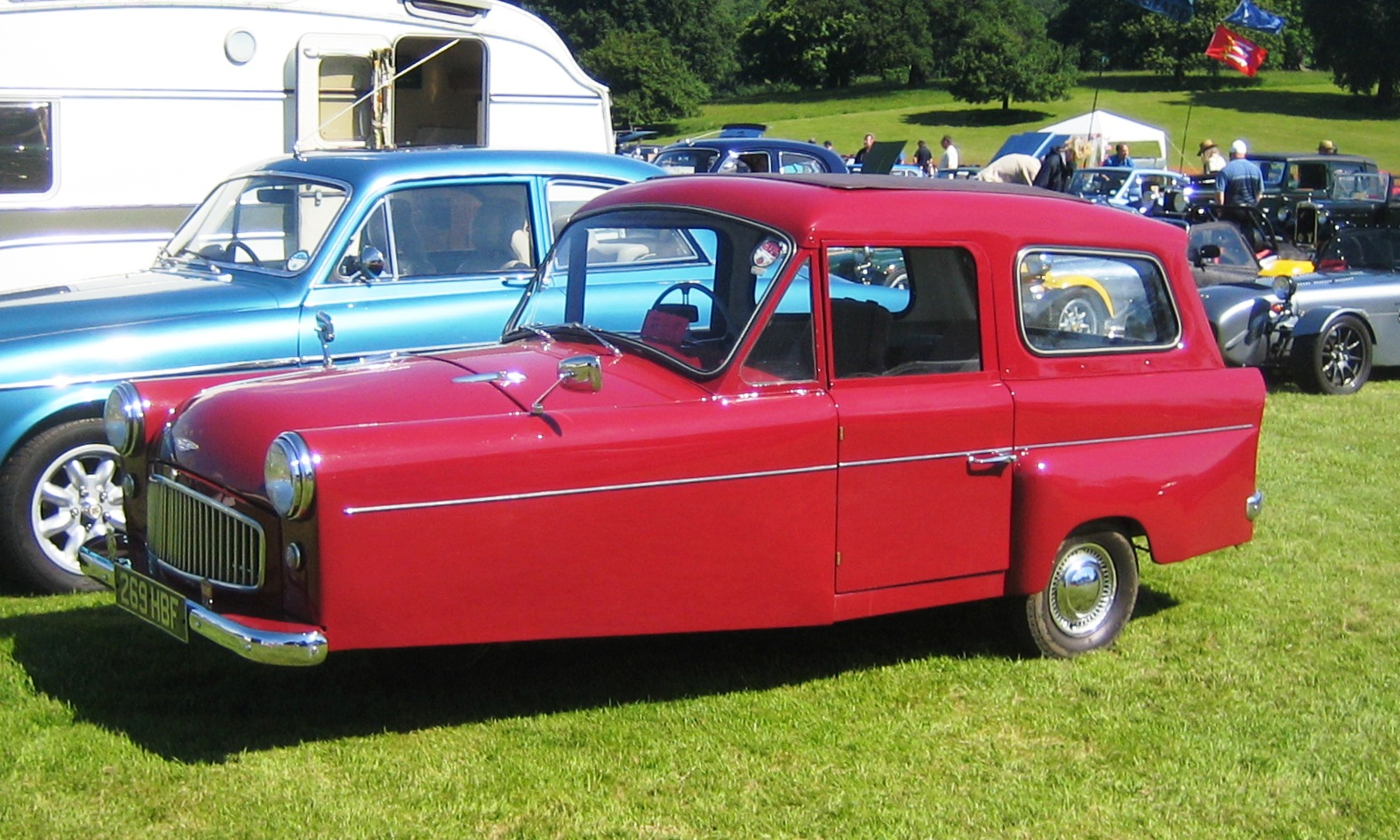
Minicar Mark G

Более современная форма крыши у четырёхместных моделей, запирающиеся двери, подъёмные боковые стёкла. На часть выпуска устанавливался 2-цилиндровый 15-сильный мотор, с которым скорость машины впервые подобралась к отметке в 100 км/ч.